# «Питтсбург Стилерз» в сезоне 1977
Сезон 1977 года стал для «Питтсбург Стилерз» сорок пятым в истории команды. Под руководством Чака Нолла команда завершила регулярный чемпионат с девятью победами и пятью поражениями, выиграв Центральный дивизион Американской футбольной конференции. В первом раунде плей-офф «Питтсбург» проиграл «Денверу» со счётом 21:34.

## Межсезонье
Этот период в истории клуба был насыщен событиями, напрямую не связанными с футболом, но повлиявшими на обстановку в команде и вокруг неё, а в дальнейшем и на результаты чемпионата. В феврале 1977 года тэкл защиты Эрни Холмс предстал перед судом по обвинению в хранении наркотиков, но был оправдан присяжными. В апреле показания в суде давал главный тренер команды Чак Нолл, обвинённый игроком «Окленд Рэйдерс» Джорджем Аткинсоном в клевете. По этому делу в качестве свидетелей вызывалось три игрока «Питтсбурга». Один из них, корнербек Мел Блаунт, через несколько дней заявил о желании покинуть команду, а также подать в суд на Нолла. Летом во время предсезонных сборов недовольство условиями контрактов высказали лайнбекер Джек Ламберт и сэйфти Глен Эдвардс. В июле о завершении карьеры объявил центр команды Рэй Мэнсфилд, не пропустивший за время выступлений ни одного матча.
В шести предсезонных матчах команда одержала три победы при трёх поражениях. Самым чувствительным стал проигрыш «Далласу» со счётом 0:30. В конце августа, перед стартом регулярного чемпионата, развитие получил конфликт с Ламбертом. Чак Нолл решил не назначать его капитаном защиты, так как игрок пропустил часть подготовительных сборов. Ламберт был разочарован этим, а его агент заявил о намерении требовать обмена в другую команду.

### Драфт
На состоявшемся 3 и 4 мая 1977 года драфте «Питтсбургом» было выбрано восемнадцать игроков в двенадцати раундах. После завершения карьеры Энди Расселлом приоритет был отдан позиции лайнбекера. Первым выбранным «Стилерз» игроком стал Робин Коул, выступавший за команду университета Нью-Мексико. Генеральный менеджер клуба Дик Хейли заявил, что он поборется за место в составе с Лореном Тэйвзом, а глава скаутского департамента Арт Руни-младший добавил, что за игроком пристально следили в течение года и старались сохранить этот интерес в секрете. Кроме Коула команда выбрала на драфте ещё трёх лайнбекеров: Денниса Уинстона, Пола Харриса и Дэйва Лакросса. Также на этом месте был способен сыграть тайт-энд Джимми Стивенс, выбранный в десятом раунде.
| Раунд | Выбор | Игрок          | Позиция | Университет       |
| ----- | ----- | -------------- | ------- | ----------------- |
| 1     | 21    | Робин Коул     | LB      | Нью-Мексико       |
| 2     | 48    | Сидни Торнтон  | RB      | Нортвестерн Стейт |
| 3     | 60    | Том Бизли      | DT      | Виргиния Тек      |
| 3     | 75    | Джим Смит      | WR      | Мичиган           |
| 4     | 93    | Тед Питерсен   | C       | Истерн Иллинойс   |
| 4     | 99    | Лаверн Смит    | RB      | Канзас            |
| 4     | 106   | Дэн Одик       | G       | Гавайи            |
| 5     | 121   | Клифф Стаудт   | QB      | Янгстаун Стейт    |
| 5     | 125   | Стив Курсон    | G       | Южная Каролина    |
| 5     | 132   | Деннис Уинстон | LB      | Арканзас          |
| 6     | 159   | Пол Харрис     | LB      | Алабама           |
| 7     | 186   | Рэнди Фриш     | DT      | Миссури           |
| 8     | 217   | Фил Огаст      | WR      | Майами            |
| 9     | 244   | Рузвельт Келли | TE      | Истерн Кентукки   |
| 10    | 253   | Элвин Коуанс   | DB      | Флорида           |
| 10    | 271   | Дэйв Лакросс   | LB      | Уэйк Форест       |
| 11    | 298   | Лу Уэст        | DB      | Цинциннати        |
| 12    | 310   | Джимми Стивенс | TE      | Флорида           |

### Предсезонные матчи
| Дата       | Стадион                           | Соперник             | Счёт  |
| ---------- | --------------------------------- | -------------------- | ----- |
| 6 августа  | «Три Риверс Стэдиум», Питтсбург   | Баффало Биллс        | 28:24 |
| 13 августа | «Эрроухед Стэдиум», Канзас-Сити   | Канзас-Сити Чифс     | 21:23 |
| 20 августа | «Джайентс Стэдиум», Ист-Ратерфорд | Нью-Йорк Джетс       | 26:13 |
| 28 августа | «Фоксборо Стэдиум», Фоксборо      | Нью-Ингленд Пэтриотс | 10:13 |
| 2 сентября | «Три Риверс Стэдиум», Питтсбург   | Филадельфия Иглз     | 21:13 |
| 8 сентября | «Тексас Стэдиум», Ирвинг          | Даллас Каубойс       | 0:30  |

## Регулярный чемпионат

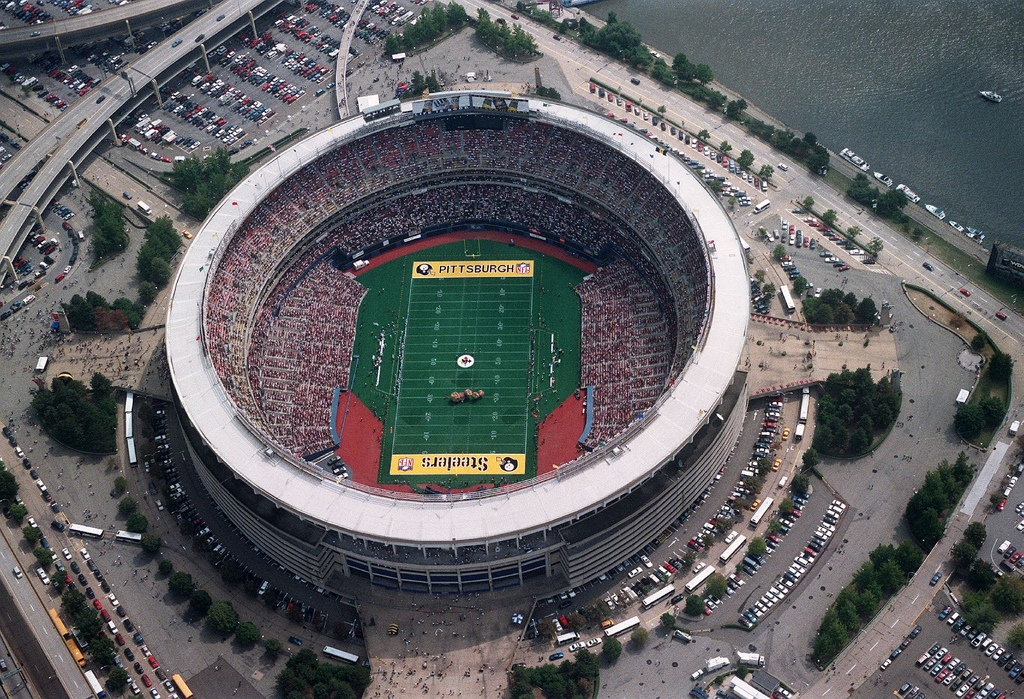
Вид на «Три Риверс Стэдиум», домашнюю арену «Стилерз».

Сезон «Стилерз» начали с уверенной победы над «Сан-Франциско» 27:0, но затем дома проиграли действующему победителю Супербоула «Окленду» 7:16. По ходу матча игроки «Питтсбурга» совершили пять потерь мяча. Разногласия внутри команды сохранялись. По ходу чемпионата ряд матчей из-за контрактных споров пропустили Эдвардс и другой корнербек Джимми Аллен. Несмотря на все сложности, «Стилерз» выиграли турнир в Центральном дивизионе АФК. Благодаря этому команда получила третий посев перед началом плей-офф, хотя по результатам была только пятой в конференции.
Соперником «Питтсбурга» в плей-офф стал «Денвер», сильнейшая команда АФК. Игра состоялась на поле «Бронкос». К большому перерыву «Стилерз» более чем в три раза превосходили соперников по количеству набранных ярдов, но счёт был равным 14:14. Ключевыми эпизодами игры стали два перехвата, сделанные лайнбекером «Денвера» Томом Джексоном в четвёртой четверти. «Бронкос» набрали тринадцать очков, а матч закончился со счётом 21:34.

### Результаты игр
| Неделя | Дата        | Стадион                          | Соперник                   | Счёт  | Результаты |
| ------ | ----------- | -------------------------------- | -------------------------- | ----- | ---------- |
| 1      | 19 сентября | «Три Риверс Стэдиум», Питтсбург  | Сан-Франциско Фоти Найнерс | 27:0  | 1 — 0      |
| 2      | 25 сентября | «Три Риверс Стэдиум», Питтсбург  | Окленд Рэйдерс             | 7:16  | 1 — 1      |
| 3      | 2 октября   | «Кливленд Стэдиум», Кливленд     | Кливленд Браунс            | 28:14 | 2 — 1      |
| 4      | 9 октября   | «Астродом», Хьюстон              | Хьюстон Ойлерз             | 10:27 | 2 — 2      |
| 5      | 17 октября  | «Три Риверс Стэдиум», Питтсбург  | Цинциннати Бенгалс         | 20:14 | 3 — 2      |
| 6      | 23 октября  | «Три Риверс Стэдиум», Питтсбург  | Хьюстон Ойлерз             | 27:10 | 4 — 2      |
| 7      | 30 октября  | «Мемориал Стэдиум», Балтимор     | Балтимор Колтс             | 21:31 | 4 — 3      |
| 8      | 6 ноября    | «Майл Хай Стэдиум», Денвер       | Денвер Бронкос             | 7:21  | 4 — 4      |
| 9      | 13 ноября   | «Три Риверс Стэдиум», Питтсбург  | Кливленд Браунс            | 35:31 | 5 — 4      |
| 10     | 20 ноября   | «Три Риверс Стэдиум», Питтсбург  | Даллас Каубойс             | 28:13 | 6 — 4      |
| 11     | 27 ноября   | «Шей Стэдиум», Нью-Йорк          | Нью-Йорк Джетс             | 23:20 | 7 — 4      |
| 12     | 4 декабря   | «Три Риверс Стэдиум», Питтсбург  | Сиэтл Сихокс               | 30:20 | 8 — 4      |
| 13     | 10 декабря  | «Риверфронт Стэдиум», Цинциннати | Цинциннати Бенгалс         | 10:17 | 8 — 5      |
| 14     | 18 декабря  | «Сан-Диего Стэдиум», Сан-Диего   | Сан-Диего Чарджерс         | 10:9  | 9 — 5      |

- Жирным в таблице выделены соперники по дивизиону

### Турнирная таблица
| Центральный дивизион АФК |   |   |   |      |     |      |     |     |
| Команда                  | В | П | Н | %П   | Див | Конф | НО  | ПО  |
| Питтсбург Стилерз        | 9 | 5 | 0 | 64,3 | 4—2 | 7—5  | 276 | 243 |
| Хьюстон Ойлерз           | 8 | 6 | 0 | 57,1 | 3—3 | 6—6  | 299 | 230 |
| Цинциннати Бенгалс       | 8 | 6 | 0 | 57,1 | 3—3 | 6—5  | 238 | 235 |
| Кливленд Браунс          | 6 | 8 | 0 | 42,9 | 2—4 | 5—7  | 269 | 267 |

### Отчёты о матчах

#### Неделя 1
Регулярный чемпионат «Стилерз» открыли победой над «Сан-Франциско» на своём поле. Весомый вклад в успех внесла обновлённая защита команды, в составе которой сыграли четыре новичка. Квотербек «Фоти Найнерс» Джим Планкетт за игру сумел реализовать всего три передачи, набрав тридцать ярдов, и четыре раза попал под сэк. Нападение гостей лишь раз смогло приблизиться к зачётной зоне «Питтсбурга», но на третьем дауне получило штраф за офсайд, а затем при пробитии филд-гола лонг снэппер потерял мяч. Квотербек хозяев Терри Брэдшоу, несмотря на три сэка, набрал 164 ярда. Ещё одним героем игры стал раннинбек Франко Харрис, который занёс два тачдауна и в двадцать пятый раз в карьере достиг отметки в 100 выносных ярдов за игру. Обозреватель Pittsburgh Post-Gazette Вито Стеллино также отметил, что обоим тачдаунам предшествовало смелое решение тренера сыграть четвёртый даун вместо пробития панта. Неплохо проявил себя кикер Рой Герела, который освистывался болельщиками во время предсезонных матчей. Он забил два филд-гола с 47 и 49 ярдов, второй удар стал повторением его личного рекорда. После игры главный тренер Стилерз Чак Нолл выделил среди игроков линейного нападения Рэя Пинни, сделавшего два перехвата Джимми Аллена и тэкла защиты Эрни Холмса.

#### Неделя 2
Во второй игре сезона «Стилерз» на своём поле принимали «Окленд Рэйдерс». Отношения между командами были довольно напряжёнными. Болельщики хозяев в течение игры освистывали сэйфти Джорджа Аткинсона, который в матче прошлого сезона грубо действовал против Линна Суонна, а затем судился с тренером «Питтсбурга» Чаком Ноллом. В первой половине игры «Рэйдерс» обеспечили себе преимущество благодаря трём забитым филд-голам. Игроки хозяев совершили множество ошибок в нападении: Брэдшоу бросил три перехвата, кикер Рой Герела не забил с 29 ярдов, Бобби Уолден в ключевые моменты игры дважды неудачно пробил пант. Футболисты «Стилерз» набрали более чем на 100 ярдов больше соперника, но совершили пять потерь. К этому добавилось несколько нарушений правил. Единственные очки команда хозяев набрала при счёте 0:16. Терри Брэдшоу объяснил неудачу слишком осторожными действиями команды в начале игры.
После игры на выходе с трибун завязалась драка между белыми и чернокожими болельщиками. Полиция никого из участников не арестовала, в давке травмы получил сотрудник службы безопасности стадиона. Представители частной компании, обеспечивавшей порядок на трибунах, обвинили полицейских в медленной реакции на происходящее. Кроме того, значительная их часть была занята охраной Джорджа Аткинсона. 

#### Неделя 3
В матче третьей игровой недели «Питтсбург» на выезде обыграл «Кливленд Браунс». Хорошую игру провёл квотербек команды Терри Брэдшоу, сделавший три пасовых тачдауна и занёсший ещё один самостоятельно. При этом Pittsburgh Post-Gazette в первую очередь отметила удачное выносное нападение «Стилерз».  Победа была омрачена потерей сэйфти Майка Вагнера, получившего травму шеи. Позднее выяснилось, что игрок повредил позвоночник и выбыл из строя до конца сезона. Это усугубило сложную ситуацию с игроками секондари: ранее команда лишилась двух корнербеков. Также менее серьёзные повреждения по ходу получили Бенни Каннингем и Эрни Холмс. 

#### Неделя 4
Выездная игра четвёртой недели обернулась для «Стилерз» поражением от «Хьюстон Ойлерз», первым на поле «Астродома» с 1971 года. Первые три четверти матча соперники демонстрировали широкую пасовую игру с неоднозначными решениями тренеров и зрелищными розыгрышами. Этот игровой отрезок завершился со счётом 17-10 в пользу «Ойлерз». В заключительной четверти травмы поочерёдно получили два квотербека «Питтсбурга»: Терри Брэдшоу и Майк Кручек. Третий квотербек команды, новичок Клифф Стаудт, не был включён в основной состав команды и место распасовщика был вынужден занять игрок защиты Тони Данджи, имевший опыт игры на этой позиции в колледже. Две его передачи были перехвачены, что позволило хозяевам поля набрать ещё десять очков и довести матч до победы.

#### Неделя 5
Основные события игры пятой недели между «Стилерз» и «Бенгалс» развернулись в последние две минуты четвёртой четверти. При счёте 20:7 в пользу «Питтсбурга» за 1 минуту 26 секунд до конца матча пант, пробитый Бобби Уолденом, был заблокирован. Мяч в зачётной зоне хозяев накрыл лайнбекер Реджи Уильямс, после чего разрыв в счёте сократился до шести очков. Кикер «Цинциннати» Крис Бар пробил онсайд-кик, который был подобран его партнёрами на отметке 47 ярдов на половине поля «Стилерз». В последней атаке гости дошли до отметки в 22 ярда. В ключевом розыгрыше матча ресивер Айзек Кертис не сумел поймать передачу в зачётной зоне, а судья зафиксировал нарушение правил и отодвинул мяч на десять ярдов назад. В заключительном розыгрыше матча квотербек «Бенгалс» Джон Ривз снова бросил мяч на Кертиса, но того остановили в семи ярдах от зачётной зоны. Нападение «Питтсбурга» в этом матче действовало в консервативной выносной манере: Терри Брэдшоу играл с травмой запястья и сделал всего девять попыток паса, шесть из которых оказались точными. 

#### Неделя 6
Во второй в сезоне игре против «Ойлерз» игроки «Питтсбурга» допустили много ошибок в нападении. Обозреватель Pittsburgh Post-Gazette Вито Стеллино описал это как повторяющуюся раз за разом сцену: игрок «Стилерз» выносит мяч и теряет его. Всего хозяева поля совершили семь фамблов, пять из которых закончились сменой владения. Компенсировать это удалось за счёт удачных действий защиты, сделавшей пять перехватов, два из которых сделал ди-энд Дуайт Уайт. С учётом этого пасовое нападению «Хьюстона» набрало отрицательное количество ярдов. Свой единственный тачдаун они занесли после фамбла во время пробития панта. Стилерз лучше распорядились своими шансами и одержали победу со счётом 27:10.

#### Неделя 7
В матче седьмой игровой недели регулярного чемпионата «Стилерз» проиграли одному из лидеров сезона «Балтимор Колтс». Обозреватель Pittsburgh Post-Gazette Вито Стеллино отметил, что итоговый счёт может ввести в заблуждение относительно характера игры, тогда как на самом деле хозяева поля в четвёртой четверти вели со значительным преимуществом 31:7 и только в концовке позволили «Питтсбургу» сократить отставание. Главным героем матча стал квотербек «Колтс» Берт Джонс, благодаря которому его команда повела 17:0 уже в начале второй четверти. Его визави Терри Брэдшоу, напротив, провёл игру неудачно, бросив пять перехватов. Для него этот показатель стал худшим в карьере, три перехвата привели к набору очков игроками «Балтимора». Тренер «Стилерз» Чак Нолл после игры заявил, что единственным положительным моментом в ней стал финальный свисток.

#### Неделя 8
Гостевой матч против «Денвера» на восьмой неделе «Стилерз» также провалили, несмотря на небольшую разницу в счёте. В первой четверти «Бронкос» занесли два тачдауна, один из них на возврате панта, и повели 14:0. Игра специальных команд «Питтсбурга» в этой встрече подверглась особой критике со стороны прессы: только на возвратах панта игрок «Денвера» Рик Апчерч набрал 167 ярдов. Для сравнения: выносом «Стилерз» в этой встрече набрали 119 ярдов, а пасом — 146. Продолжавший играть с травмой запястья Терри Брэдшоу перехватов не допустил, но и справиться с защитой хозяев поля тоже не сумел. Сделать несколько точных пасов подряд ему удалось только в концовке игры, уже при счёте 0:21. Потерпев четвёртое поражение в сезоне, «Питтсбург» уступил первое место в дивизионе «Кливленду». 

#### Неделя 9
К девятой игре регулярного чемпионата квотербек «Стилерз» Терри Брэдшоу полностью восстановился после травмы, что сразу же сказалось на эффективности нападения команды. В первой половине матча он набрал 226 ярдов пасом, позволив «Питтсбургу» обеспечить преимущество 28:3. Хорошую игру также продемонстрировали основные принимающие команды Линн Суонн и Джон Сталворт. Главным героем в защите стал лайнбекер Джек Хэм, сделавший два перехвата и накрывший онсайд-кик в концовке матча. Вторую половину хозяева поля провели слабее, но игроки «Кливленда» не сумели отыграть отставание.

#### Неделя 10
Во второй подряд домашней игре «Питтсбург» принимал «Даллас» и добился важной победы. Матч прошёл под знаком противостояния раннинбеков Франко Харриса и Тони Дорсетта, в котором лучше себя проявил более опытный игрок «Стилерз». Харрис набрал 179 ярдов, установив новый личный рекорд, и занёс 61-ярдовый тачдаун в начале второй четверти, выведя свою команду вперёд. Линейные нападения «Питтсбурга» успешно действовали при блицах от защиты «Каубойс». Защита хозяев поля также уверенно действовала в ключевые моменты матча: при розыгрышах третьих даунов квотербек «Далласа» Роджер Стобак семь раз подряд не сумел отдать точный пас. 

#### Неделя 11
Перед игрой одиннадцатой недели тренерский штаб «Питтсбурга» столкнулся с проблемами: основной тэкл защиты Джо Грин не смог выйти на поле из-за болей в спине и ряду игроков пришлось сыграть на непривычных для себя позициях. К счастью для «Стилерз», игроки «Нью-Йорк Джетс» не смогли воспользоваться этим обстоятельством. Квотербеки хозяев Мэтт Робинсон, впервые вышедший в стартовом составе, и Ричард Тодд на двоих бросили пять перехватов и допустили фамбл. Эти ошибки позволили «Стилерз» не только не пропустить, но и самим набрать 10 очков, а во второй половине матча удержать преимущество в счёте. «Джетс» имели возможность одержать победу, но 61-ярдовый тачдаун на возврате заблокированного панта был отменён из-за нарушения правил. Одновременно свой матч проиграл «Кливленд» и «Стилерз» единолично возглавили турнирную таблицу Центрального дивизиона АФК. 

#### Неделя 12
Перед ключевой в борьбе за победу в дивизоне игрой против «Цинциннати», «Питтсбург» на своём поле принимал «Сиэтл Сихокс». Перед матчем хозяева считались фаворитами в борьбе против команды, проводившей свой второй сезон в НФЛ. Тем не менее, после трёх четвертей счёт был равным 13:13. Только в заключительном отрезке игры «Стилерз», по выражению журналиста Вито Стеллино, «проснулись». Сначала Рой Герела забил 43-ярдовый филд-гол, а затем, в ключевом моменте игры, Терри Брэдшоу успешно реализовал четвёртый даун. После этого Линн Суонн сделал тачдаун на приёме, закрепивший преимущество «Питтсбурга». 

#### Неделя 13
Матч тринадцатой недели в «Цинциннати» был одним из ключевых в борьбе за победу в дивизионе и выход в плей-офф. Первый матч в сезоне «Стилерз» выиграли с разницей в шесть очков, а во второй проиграли семь и отдали сопернику преимущество по результатам личных встреч. Первая половина матча закончилась с минимальным преимуществом Питтсбурга несмотря на значительное количество ошибок. Нападение «Цинциннати» тоже действовало неэффективно, за первые две четверти матча заработав выносом только восемь ярдов. Решающий перевес в пользу «Бенгалс» обеспечил квотербек Кен Андерсон. Сначала он отдал пас на 57 ярдов на Билли Брукса, позднее позволивший Крису Бару пробить филд-гол, а затем 43-ярдовый тачдаун на приёме сделал Пэт Макиналли. После игры обе команды сравнялись по числу побед и для выхода в плей-офф «Питтсбургу» было необходимо поражение «Цинциннати» от «Хьюстона» в последнем матче регулярного чемпионата.

#### Неделя 14
Заключительную игру регулярного чемпионата «Стилерз» играли в Сан-Диего. Хозяева поля открыли счёт, пройдя 62 ярда за десять розыгрышей, но не смогли реализовать экстрапойнт. После окончания первой четверти стало известно, что «Цинциннати» проиграл «Хьюстону». Квотербек «Питтсбурга» Терри Брэдшоу после матча сказал журналистам, что именно в тот момент команда начала играть в футбол. Закончив первую половину игры со счётом 0:9, во второй «Стилерз» сумели отыграться и вырвать победу с минимальным преимуществом. Значительный вклад в это внесла защита команды, позволившая игрокам «Чарджерс» набрать всего 70 ярдов за две четверти. Результаты заключительного тура принесли «Питтсбургу» победу в дивизионе и выход в дивизионный раунд плей-офф, где его соперником стал «Денвер».

## Плей-офф

### Дивизионный раунд
В игре Дивизионного раунда плей-офф «Стилерз» в гостях играли с «Бронкос». Трижды по ходу матча игроки «Питтсбурга» сравнивали счёт, но в заключительной четверти «Денвер» добился решающего преимущества. В первой половине игры гости владели инициативой и набрали 183 ярда при 44 у соперника, но воспользоваться этим не смогли. Одним из главных факторов успеха стала игра линии нападения хозяев, пропустившей только один сэк. Также отмечалось большое количество ошибок игроков «Стилерз»: три перехвата после пасов Терри Брэдшоу, заблокированный пант, нарушения правил. По мнению обозревателя Pittsburgh Post-Gazette Вито Стеллино, поражение ознаменовало конец эры «Питтсбурга», доминировавшего в НФЛ в первой половине 1970-х годов и дважды побеждавшего в Супербоуле, впервые с 1973 года команда не смогла выйти в финал конференции.

## Состав команды
- Жирным выделены игроки основного состава, курсивом выделены новички, состав приведён по данным сайта pro-football-reference.com[35]
- Зелёным выделены игроки, по итогам сезона вошедшие в число участников Пробоула

| №                   | Игрок           | Позиция    | Дата рождения    | Рост       | Вес        |
| Квотербеки          | Квотербеки      | Квотербеки | Квотербеки       | Квотербеки | Квотербеки |
| ------------------- | --------------- | ---------- | ---------------- | ---------- | ---------- |
| 12                  | Терри Брэдшоу   | QB         | 2 сентября 1948  | 191        | 100        |
| 15                  | Майк Кручек     | QB         | 15 марта 1953    | 188        | 92         |
| 16                  | Нил Граф        | QB         | 12 января 1950   | 191        | 93         |
| Раннинбеки          |                 |            |                  |            |            |
| 20                  | Рокки Блейер    | RB         | 5 марта 1946     | 180        | 95         |
| 28                  | Элвин Максон    | RB         | 12 ноября 1951   | 180        | 92         |
| 32                  | Франко Харрис   | FB         | 7 марта 1950     | 188        | 104        |
| 35                  | Джек Делоплейн  | RB         | 21 апреля 1954   | 178        | 92         |
| 37                  | Лаверн Смит     | RB/KR      | 12 сентября 1954 | 178        | 88         |
| 38                  | Сидни Торнтон   | RB         | 2 сентября 1954  | 180        | 104        |
| 46                  | Реджи Харрисон  | RB         | 9 января 1951    | 180        | 98         |
| Уайд ресиверы       |                 |            |                  |            |            |
| 43                  | Фрэнк Льюис     | WR         | 4 июля 1947      | 185        | 89         |
| 82                  | Джон Сталворт   | WR         | 15 июля 1952     | 188        | 87         |
| 85                  | Эрни Пу         | WR         | 17 мая 1952      | 185        | 79         |
| 86                  | Джим Смит       | WR/KR      | 20 июля 1955     | 188        | 93         |
| 88                  | Линн Суонн      | WR         | 7 марта 1952     | 180        | 82         |
| Тайт-энды           |                 |            |                  |            |            |
| 84                  | Рэнди Гроссман  | TE         | 20 сентября 1952 | 185        | 99         |
| 89                  | Бенни Каннингем | TE         | 23 сентября 1954 | 198        | 115        |
| Линейные нападения  |                 |            |                  |            |            |
| 50                  | Джим Клак       | RG         | 26 октября 1947  | 191        | 113        |
| 52                  | Майк Уэбстер    | C          | 18 марта 1952    | 185        | 116        |
| 55                  | Джон Колб       | LT         | 30 августа 1947  | 188        | 119        |
| 57                  | Сэм Дэвис       | LG         | 5 июля 1944      | 185        | 116        |
| 66                  | Тед Питерсен    | T/C        | 7 февраля 1955   | 196        | 110        |
| 72                  | Джерри Маллинз  | G/T        | 14 августа 1949  | 190        | 110        |
| 74                  | Рэй Пинни       | T          | 29 июня 1954     | 193        | 114        |
| 79                  | Ларри Браун     | RT         | 16 июня 1949     | 193        | 112        |
| Линейные защиты     |                 |            |                  |            |            |
| 63                  | Эрни Холмс      | DT         | 11 июля 1948     | 191        | 118        |
| 64                  | Стив Фернесс    | RDT        | 5 декабря 1950   | 193        | 116        |
| 68                  | Эл Си Гринвуд   | LDE        | 8 сентября 1946  | 198        | 111        |
| 75                  | Джо Грин        | LDT        | 24 сентября 1946 | 193        | 125        |
| 76                  | Джон Банасак    | DE         | 24 августа 1950  | 190        | 109        |
| 78                  | Дуайт Уайт      | RDE        | 30 июля 1949     | 193        | 116        |
| Лайнбекеры          |                 |            |                  |            |            |
| 51                  | Лорен Тэйвз     | RLB        | 3 ноября 1951    | 191        | 100        |
| 53                  | Деннис Уинстон  | LB         | 25 октября 1955  | 183        | 103        |
| 54                  | Дэйв Лакросс    | LB         | 22 декабря 1955  | 191        | 95         |
| 56                  | Робин Коул      | LB         | 11 сентября 1955 | 188        | 99         |
| 58                  | Джек Ламберт    | MLB        | 8 июля 1952      | 193        | 100        |
| 59                  | Джек Хэм        | LLB        | 23 декабря 1948  | 185        | 102        |
| 60                  | Брэд Кусино     | LB         | 5 апреля 1953    | 183        | 99         |
| Секондари           |                 |            |                  |            |            |
| 21                  | Тони Данджи     | S          | 6 октября 1955   | 183        | 85         |
| 23                  | Майк Вагнер     | S          | 22 июня 1949     | 185        | 95         |
| 24                  | Джей Ти Томас   | LCB        | 22 апреля 1951   | 188        | 88         |
| 27                  | Глен Эдвардс    | FS         | 31 июля 1947     | 183        | 84         |
| 29                  | Брент Секстон   | CB/S       | 23 июля 1953     | 185        | 86         |
| 31                  | Донни Шелл      | SS         | 26 августа 1952  | 180        | 86         |
| 45                  | Джимми Аллен    | CB/S       | 6 марта 1952     | 188        | 87         |
| 47                  | Мел Блаунт      | RCB        | 10 апреля 1948   | 190        | 92         |
| Специальные команды |                 |            |                  |            |            |
| 10                  | Рой Герела      | K          | 2 апреля 1948    | 178        | 83         |
| 17                  | Рик Энглс       | P          | 18 августа 1954  | 180        | 80         |
| 39                  | Бобби Уолден    | P          | 9 марта 1938     | 183        | 87         |

## Статистика

### Нападение

#### Пас
| Игрок         | Амплуа | G  | Cmp | Att | Cmp% | Yds   | Y/G   | TD | Int | Lng | Rate |
| ------------- | ------ | -- | --- | --- | ---- | ----- | ----- | -- | --- | --- | ---- |
| Терри Брэдшоу | QB     | 14 | 162 | 314 | 51,6 | 2 523 | 180,2 | 17 | 19  | 65  | 71,4 |
| Нил Граф      | QB     | 4  | 6   | 12  | 50,0 | 47    | 11,8  | 0  | 0   | 21  | 60,1 |
| Майк Кручек   | QB     | 2  | 2   | 7   | 28,6 | 19    | 9,5   | 0  | 0   | 13  | 39,6 |
| Тони Данджи   | S      | 14 | 3   | 8   | 37,5 | 43    | 3,1   | 0  | 2   | 18  | 16,1 |